# 普洛威顿斯学院
普洛威顿斯学院（英語：Providence College）是一所位于美国罗德岛州普洛威顿斯的私立研究型大学，创建于1917年。2015年《美國新聞與世界報道》將其列在“北部地區大學”排名中的第2位。